# Candijay
Candijay es un municipio filipino de cuarta clase, perteneciente a la provincia de Bohol, en las Bisayas Centrales.

## Historia
Hacia mediados del siglo XIX, el lugar dependía de Guindulman. Aparece descrito en el primer volumen del Diccionario geográfico, estadístico, histórico de las Islas Filipinas (1850) de Manuel Buzeta Núñez y Felipe Bravo con las siguientes palabras:

CANDIJAY: visita ó anejo, dependiente en lo civil y ecl. del pueblo de Guindulman, en la isla de Bohol ó Bojol, prov. y dióc. de Cebú. pobl., prod. y trib. con la matriz, de la cual dist. como unas 2 leg.
(Buzeta y Bravo, 1850, p. 493)

En 2020, tenía censados 30 119 habitantes.